# Stejnopohlavní manželství v Kostarice
Stejnopohlavní manželství by mělo být v Kostarice legální po rozhodnutí Meziamerického soudu pro lidská práva z 9. ledna 2018, že všechny smluvní státy Americké úmluvy o ochraně lidských práv a základních svobod by měli umožnit párům stejného pohlaví uzavřít sňatek. Kostarická vláda v reakci na to řekla, že v dohledné době přijme příslušný zákon.

## Veřejné mínění
Průzkum La Nación uskutečněný od 4. do 10. ledna 2012 shledal, že 55 % Kostaričanů souhlasí s tím, že by homosexuální páry měly mít stejná práva a povinnosti jako heterosexuální páry, zatímco 41 % bylo proti. Větší podpora byla u věkových ročníků 18-34 let, v níž 60 % podpořilo rovnost.
Podle průzkumu Pew Research Center uskutečněném mezi 9. listopadem a 19. prosincem 2013 podporovalo stejnopohlavní manželství pouze 29 % Kostaričanů, zatímco 61 % bylo proti.
Průzkum Centro de Investigación y Estudios Políticos (CIEP) indikoval, že 49 % Kostaričanů odmítá legalizaci sňatků pro páry stejného pohlaví, zatímco 45 % by bylo pro, 6 % nemělo jasný názor.